# Il silenzio della città bianca
Il silenzio della città bianca è un film del 2019 diretto da Daniel Calparsoro tratto dall'omonimo romanzo di Eva García Sáenz de Urturi.

## Trama
Vitoria, 2016. I corpi nudi di un ragazzo e una ragazza vengono ritrovati nella cattedrale di Álava. Le indagini sono affidate a Unai López Ayala, ispettore di polizia criminale, che sarà costretto ad affrontare un crudele assassino che si scoprirà essere presente in città da oltre vent'anni. L'indagine sarà molto impegnativa, considerando l'abilità del criminale e il modo in cui la stampa corromperà le immagini.